# 浦上站
浦上站（日语：／ Urakami eki */?）是位於長崎縣長崎市的鐵路車站。由九州旅客鐵道（JR九州）所經營。現位置是初代長崎站的所在地，後來路線延長時，日本國鐵在伸延段上另設新的長崎站，本站遂改名為「浦上站」站。此外，上行列車自本站起將分開新線（經市布站）及舊線（經長與站）行駛。
另外，位於車站前方，於國道206號上亦有長崎電氣軌道的「浦上站前停留場」。

## 車站構造

### JR九州
不計算臨時站房，共經歷三代站房。

#### 站房

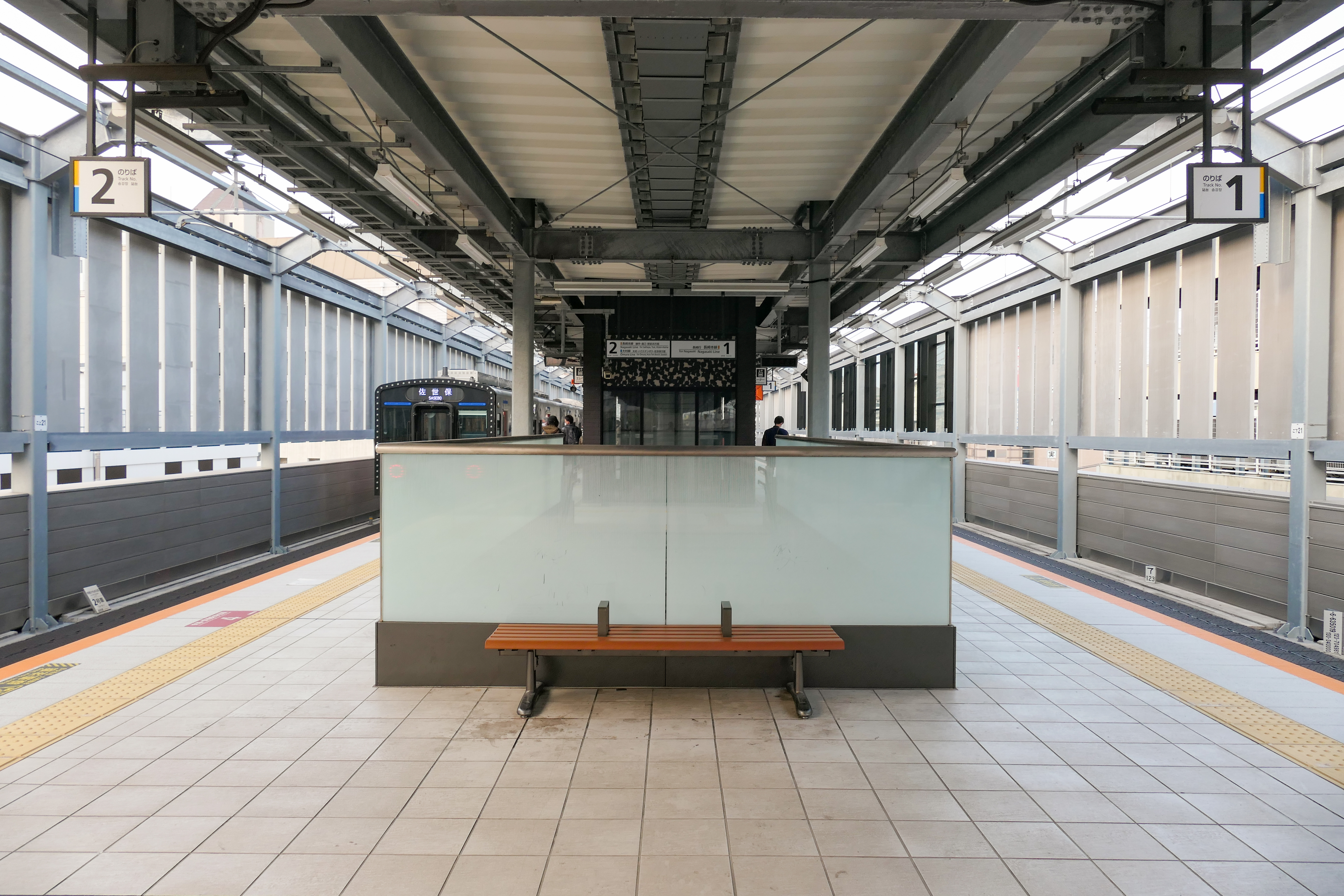
1號與2號月台（2023年1月）

以水泥建成的兩層高架站房，於2020年3月28日投入使用，用地主要來自舊有的2號月台及其路軌，以及上下行路軌中央的一段閒置用地。與長崎站的情況相同，因來往新站房的道路未能完全配合，故此乘客如由電車站一方出發（稱為「東出口」），需從「國鐵原爆死沒者慰靈碑」旁新開設的路口，經過臨時搭建的步行橋跨越路面地段路軌及月台，才能到達新站房的出入口。至於由長崎縣道112號長崎式見港線一方進入的，則稱為「西出口」。
車堂大堂設於地下，出入口於左側。相比臨時站房，新站房的大門設有自動玻璃幕門及玻璃幕牆，右側為藝術外牆。進站後，右邊為附有儲物櫃、單張架及座椅的票務大堂，面積比臨時站房更大，並設有兩部售票機（其中一部對應IC卡），前方為站務室、驗票窗口及開放式閘口，設有2組分別供入站和出站用的簡易式感應器，通過閘口後，可乘扶手電梯、升降機或樓梯前往二樓月台。洗手間設於升降機旁。

#### 月台
島式月台1座，有效長度為8輛。本站停靠所有級別的列車，中間4節是普通列車的停靠位置，舖有淺色瓷磚，前後部份可供特急列車使用，地面採用原來的水泥表面。
| 月台 | 路線      | 方向 | 目的地                                                                                       | 備註 |
| ---- | --------- | ---- | -------------------------------------------------------------------------------------------- | ---- |
| 1    | ■長崎本線 | 下行 | 長崎方向                                                                                     |      |
| 2    | ■長崎本線 | 上行 | 諫早、湯江、肥前濱、江北方向 經■長與支線往長與、諫早方向 直通■大村線至竹松、早岐、佐世保方向 |      |

#### 歷史

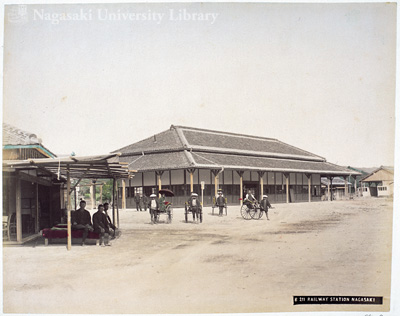
稱為「長崎站」的初代浦上站站房（1899年）

- 1897年7月22日：九州鐵道長崎線長與站～本站開業，為終點站，稱為「長崎站」。
- 1898年11月27日：隨長與～諫早站～大村站開通，由本站可直通至門司站。
- 1905年：

- 2月：路線決定由本站延伸至新填海地而成的「台場町」，稱為「臨海線」，並興建臨時站房。
- 4月5日：連同臨時站房，延伸段開業，新總站稱「長崎站」，本站改稱「浦上站」。

- 1907年7月1日：九州鐵道國有化，改為「九州帝国鐵道」的車站。
- 1909年10月12日：國有鐵道將鳥栖站～長崎站定名為「長崎本線」。
- 1945年：

- 8月9日：長崎市被投下原子彈，本站因距離原爆點甚近，站房全毀，共造成65名值班中的職員死亡。破壞亦令到由大橋鐵橋起至長崎一段不能通行。
- 8月10日：不能通行路段開始復修。
- 8月11日：服務重開，首班列車由22:15由長崎開出。

- 1953年8月26日：第二代站房於原子彈爆炸後8年重建落成，原來以營房改建的臨時站房停用。
- 1972年10月2日：喜喜津站經市布站至本站的長崎本線「新線」開業。
- 1982年7月24日：受長崎大水浸（日语：長崎大水害）影響，站房水浸，全線運休。
- 1987年4月1日：日本國鐵分割民營化，車站的營運由JR九州繼承。
- 2008年3月15日：隨時間表改正，寢台特急「曉號列車」（あかつき）停駛，九州島上所有寢台特急服務亦結束。本站改為全列車停車站。
- 2012年12月1日：連本站在內的19個長崎地區車站開設使用SUGOCA[3][4]。
- 2013年：

- 6月：長崎本線落實高架化工程，原站房亦因老化而決定拆卸。
- 11月：新臨時站房完工。
- 12月14日：臨時站房開始使用。

- 2015年：

- 4月1日：廢除浦上站站長職位，改為業務委託化。
- 7月18日：近站房的原1號月台改建為島式月台，新1號月台啟用（往長崎方向的線道更改）。
- 12月23日：原1號月台靠向浦上川方向的部份月台被削去，用以安置新的上行路軌，新2號月台啟用，原2號月台（即靠向日本紅十字會長崎原爆醫院一邊）及路軌拆除。

- 2020年3月28日：高架化車站啟用[5][6][7]。

#### 使用狀況
以下為每年度本站1日平均乘車人次：
| 乘車人次變化 | 乘車人次變化 |
| 年度         | 1日平均人次  |
| ------------ | ------------ |
| 2018         | 2,629        |
| 2019         | 2,590        |
| 2020         | 2,146        |
| 2021         | 2,270        |
| 2022         | 2,363        |
| 2023         | 2,313        |

### 長崎電氣軌道
2面2線的車站。

#### 歷史
- 1915年11月16日：長崎電氣軌道病院下～築町間開通[15][16]、浦上站前停留場開業[17]。車站位於現時位置以南[18]。
- 1945年8月9日：受長崎市遭原爆而被破壞，全線停運。
- 1946年2月1日：長崎站前～浦上站前重開[19]。
- 1947年5月16日：浦上站前～大橋區間經路線變更後重開[19]。
- 1954年2月1日：浦上站前停留場遷移至現址[17]。
- 1986年12月19日：連接JR站房與電車站的行人天橋開通。
- 2000年3月10日：停留場改建[20]。
- 2004年12月7日：增設由月台至行人路的過路設施[21]。

## 相鄰車站
九州旅客鐵道
長崎本線（經新線）
■特急「鷗號列車」
諫早 - 浦上 - 長崎
■快速「濱海快線」
喜喜津（部份加停現川）-浦上 - 長崎
■普通
現川 - 浦上 - 長崎
長崎本線（經長與支線）
■普通
西浦上 - 浦上 - 長崎
長崎電氣軌道
■1號系統、■3號系統
大學醫院（21）-浦上站前（22）-茂里町（23）

## 外部連結
- JR九州浦上站公式網頁 （页面存档备份，存于）（日語）
- 長崎電氣軌道浦上站前站發車時間 （页面存档备份，存于）及觀光指南 （页面存档备份，存于）（日語）